# Феодосия (городской округ)
Городско́й о́круг Феодосия (укр. міський округ Феодосія, крымскотат. Kefe şeer bölgesi, Кефе шеэр больгеси) — муниципальное образование в составе Республики Крым Российской Федерации. Образован на территории административно-территориальной единицы Республики Крым города республиканского значения Феодосия с подчинённой ему территорией.
Административный центр округа — город Феодосия.

## География
Территория городского округа расположена вдоль побережья, изрезанного многочисленными бухтами. Крупнейшие из них Чалки, Лисья, Коктебельская, Мёртвая, Тихая бухта, Провато, Двуякорная; Феодосийский залив, на побережье заповедного вулкана Кара-Даг, и окрестностях мысов Киик-Атлама и Святого Ильи расположено множество маленьких бухточек.
Вся территория относится к бассейну Чёрного моря. Немноговодные обычно реки Байбуга (в Насыпном и Феодосии) и Отузка (Щебетовка — Курортное) с левым притоком — Монастырским ручьём (вытекает из Кизилташского урочища) ранее не раз обрушивались паводками на сады и дома. Сейчас реки взяты в высокие бетонные берега и более не представляют опасности.

### Рельеф

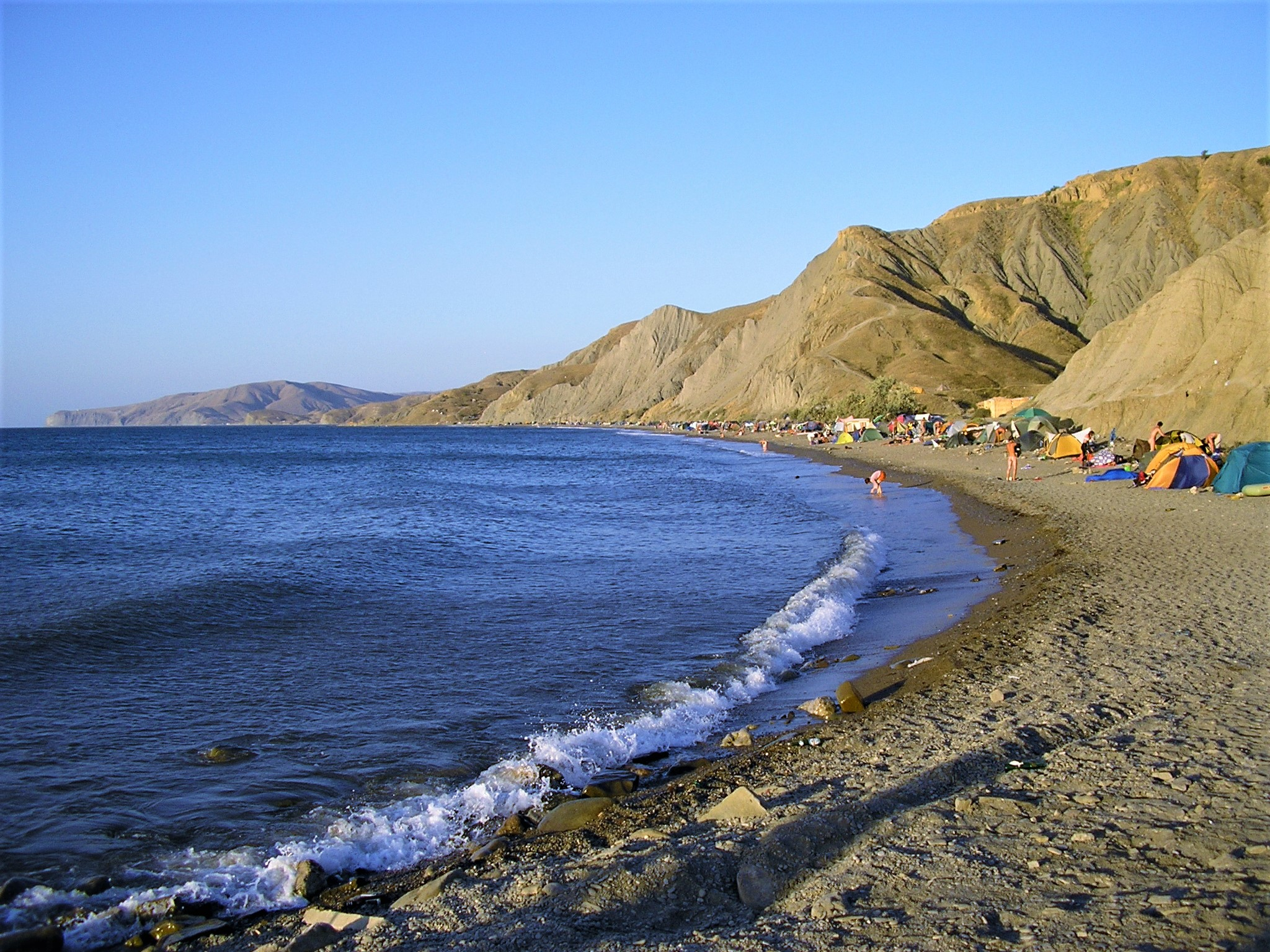
Побережье Лисьей Бухты

Хребет Тепе-Оба, на отрогах которого расположены южные районы Феодосии, является восточным окончанием Главного хребта Крымских гор. Сложенная осадочными породами Лысая гора (Паша-Тепе) прикрывает Феодосию с запада. За ней открывается обширная равнина, принадлежащая Насыпновскому совету, территория которого с востока и юго-востока ограничена хребтом Тепе-Оба и Лысой горой, с юга выходит к хребтам Кучук и Биюк-Янышары (Енишарским горам), а с запада к горе Клементьева (хребту Узун-Сырт). Коктебельскому совету принадлежат Арматлукская и Коктебельская долины, Баракольская котловина — уникальная форма рельефа, в которой расположено село Наниково, а также гора Кучук-Янышар, на которой покоится Максимилиан Волошин. Орджоникидзе расположен у подножья хребта Биюк-Янышар, вся небольшая его территория покрыта горами, оканчивающимися мысом Киик-Атлама.
В бывшем Щебетовском сельсовете расположена высочайшая точка Феодосийского региона — вершина Кокуш-Кая хребта Эчки-Даг (669 м), тут же находятся Карадагские и Синорские (по имени перевала) серпантины — извилистые горные дороги, связывающие Щебетовку с Феодосией и Судаком; горы Пилотка и Папас; Кизилташское урочище, долина реки Отузки. Вулканический массив Карадаг (с наивысшей точкой 575 м — гора Святая) относится к Карадагскому природному заповеднику.
Долина реки Байбуги (север города Феодосии, окрестности Насыпного и Ближнего) представляет заболоченную равнину с абсолютными высотами 10-20 метров над уровнем моря. Между Ближними Камышами (отдалённым районом Феодосии) и Береговым расположено болото Камышинский луг, между Береговым и Приморским — озера Кучук- и Биюк-Ащиголь (Аджигольские озёра).

### Климат
Сложный рельеф делает каждый уголок Большой Феодосии особенным. Коктебель, по климатическому режиму относящийся к юго-восточному району Южнобережья, отличается от феодосийского меньшей среднегодовой температурой. В Коктебеле она колеблется от 9,4 до 10,4 °C, в Феодосии равна 11,7 °C. Отличается температура и в пределах посёлка: у подножья Карадага на 2 °C прохладнее, чем у турбазы «Приморье».. Краснокаменка и Щебетовка, окружённые со всех сторон покрытыми лесом горами, имеют более мягкий и тёплый климат, чем приморские посёлки. Орджоникидзе, расположенный на берегу узкой бухты всегда отличается более высокими, по сравнению с полуоткрытым Феодосийским заливом, температурами морской воды. Приморский, Береговое, Насыпное и северные районы Феодосии, в отличие от западных посёлков, не ограждены горами от ветров. Особый микроклимат Курортного и западного склона Карадага позволил создать дендропарк Карадагской биостанции с теплолюбивыми видами растений.

### Водные источники
Основой водоснабжения городского округа Феодосии и лежащего к западу Судака являются воды Северо-Крымского канала, до недавнего времени жители Насыпного ещё использовали субашскую воду, подаренную И. К. Айвазовским Феодосии. Субашские источники расположены к северу от горы Агармыш в Кировском районе Крыма. В настоящее время феодосийские власти изыскивают средства на восстановление субашского водопровода. До террасирования склонов хребта Тепе-Оба, применяемого для ускоренной посадки леса, на нём насчитывалось свыше тридцати источников пресной воды. В данный момент действуют менее десяти (на Карантине — источник с низким дебетом и отчётливо ощущаемой минерализацией, в верхнем дачном посёлке, между Челноками и подстанцией, расположенной в западной части хребта). Крупный источник расположен у северного подножья Карадага, слева от дороги Коктебель-Щебетовка. Есть также источник на Эчки-Даге и в Краснокаменке на территории Кизилташского монастыря.
В Феодосии открыто несколько источников минеральной воды, среди них минеральная вода «Феодосийская», выпускавшаяся в стеклянной таре Феодосийским пивзаводом. Вода «Крымский нарзан», получившая в начале XX века серебряную медаль на курортологической выставке в Бельгии, потеряла свои целебные свойства и более не добывается. В бювете санатория «Восход» для лечения желудочных заболеваний используется вода другого источника, именуемого ранее «Паша-Тепе».

### Биоразнообразие
В Средние века окружающие Феодосию горы были покрыты лесами, сведёнными позднее. В 1876 году по инициативе городской думы на лесовоспроизводственные работы было ассигновано 35 тысяч рублей. Работы, рассчитанные на 10 лет, шли успешно, под руководством лесовода Вершичкого были засажены первые 100 десятин на хребте Тепе-Оба. Сейчас в Феодосийском лесничестве более 1500 га леса. В растительном сообществе феодосийского леса произрастает много лекарственных растений, а некоторое виды занесены в Красную книгу. Это пион тонколистный, адонис весенний, ятрышники раскрашенный, точечный, пурпурный, трёхзубчатый, ремнелепестник козий, офрисы оводоносная и пчелоносная, анакамптис пирамидальный, любка зелёноцветковая, штернбергия зимовникоцветковая, эспарцет Палласа, серебристый ковыль. На мысе Ильи произрастают популяции редких растений клоповника Турчанинова и кендыря крымского.
В фауне г. Тепе-Оба представлены такие редкие и охраняемые виды, как крымская жужелица, голубянка Каллимах, зорька Авзония, беляночка Дюпоншеля.
На территории городского округа Феодосии расположен Карадагский природный заповедник, недавно создан новый заказник Тепе-Оба, перспективными для заповедания признаны Тихая бухта с Енишарскими горами и Лисья бухта с Эчки-Дагом.

### Карадагский природный заповедник
Заповедник создан в 9 августа 1979 года по постановлению Совета Министров УССР. Однако его история начинается с создания в 1914 году Карадагской научной станции, которая в 1963 году стала Карадагским отделением института биологии Южных морей АН УССР им. Т. И. Вяземского. Занимает территорию вулканического массива Кара-Даг. Его площадь 2872 га, из которых 809,1 га являются акваторией Чёрного моря. Площадь охранной зоны заповедника составляет 960,9 га: 20,9 га на суше и 940,0 га морской акватории. До 16 марта 2014 года находился в ведении Национальной академии наук Украины. Основными целями работы заповедника являются изучение состояния биоразнообразия, мониторинг наземных и водных экосистем, а также экологическое просвещение. При заповеднике создан Музей природы и две экотропы: пешеходная и морская.

## История
В XIII—XV веках территория городского округа Феодосии принадлежала итальянским купцам. Генуэзцы имели столицей своих причерноморских владений Каффу (Феодосию), венецианцы пытались обосноваться в Двуякорной бухте, но были изгнаны оттуда во время очередного конфликта с Генуей. После завоевания Крыма османами, Феодосия, именуемая новыми властями Кефе, стала столицей санджака, вся окрестная территория относилась к более мелкой территориальной единице — Кефейскому кадылыку (от слова кади — судья).
2 февраля 1784 года во вновь созданной Таврической области Российской империи были учреждены 7 уездов, Феодосия с окрестностями вошла в Левкопольский уезд (центр Левкополь, ныне Старый Крым). В 1787 году центр уезда был перенесён в Феодосию. До революции 1917 года Феодосийский уезд не претерпел никаких существенных территориальных преобразований.

### Феодосийский уезд
Уезд занимал восточную часть Крымского полуострова или юго-восточную Таврической губернии; с юга он прилегал к Чёрному морю, с востока — к Керчь-Еникальскому (в древности — Босфор Киммерийский, сейчас Керченскому) проливу, с северо-востока и севера — к Азовскому морю. В земско-хозяйственном отношении к Феодосийскому уезду было причислено Керчь-Еникальское градоначальство. Площадь Феодосийского уезда занимала 6152,5 квадратных вёрст или 640844 десятин, в том числе под внутренними озёрами (исключая Сиваша) — 92,2 квадратных вёрст, Арабатской стрелкой — 211 квадратных вёрст и под Керчь-Еникальским градоначальством — 143,9 квадратных вёрст (около 15 тысяч десятин). Феодосийского уезд по своему орографическому устройству подразделялась на степную и гористую полосы; степная полоса занимала северную часть уезда и восточную или Керчинский полуостров, между морями Чёрным и Азовским; гористая полоса расположена на юго-западе уезда, начиная от города Феодосия до границ с Ялтинским и Симферопольским уездами.

### Советский период
К 1920-м годам территория современного городского округа входила в Феодосийский уезд Таврической губернии. 7 ноября 1921 года Феодосийский уезд стал одним из семи уездов новообразованной Крымской АССР РСФСР. В его составе в 1923—1924 гг. был создан Феодосийский район (наряду с Ичкинским, Старо-Крымским и Судакским). 4 сентября 1924 года Старокрымский район был упразднён и включён в состав Феодосийского района. В 1926 году уезды были ликвидированы и районы вошли напрямую в АССР.
В рамках постановления ВЦИК РСФСР от 30 октября 1930 «О реорганизации сети районов Крымской АССР» к 15 сентября 1931 года Феодосийский район был упразднён, Феодосия стала городом республиканского подчинения и образовала самостоятельную (вне района) административно-территориальную единицу — Феодосийский городской совет.
В 1935 году был выделен Кировский район. На 1 мая 1940 года территория современного городского округа относится к Судакскому, Старо-Крымскому, Кировскому и Ленинскому районам.
В 1945 году горсовет стал входить в Крымскую область РСФСР в составе СССР, в 1954 году — в Крымскую область УССР в составе СССР.
24 сентября 1959 года Старокрымский район был упразднён и разделён между Феодосийским горсоветом и Кировским районом. 30 декабря 1962 года Судакский район был также упразднён и включён в Феодосийский городской совет. С 30 декабря 1962 до 4 января 1965 года Кировский район также временно входил в Феодосийский городской совет. 7 декабря 1979 года из состава Феодосийского горсовета был вновь выделен Судакский район.
В 1991 году горсовет оказался в Автономной Республике Крым Украины.
Городской округ образован в 2014 году в составе Республики Крым Российской Федерации.

## Население
| 1939     | 1945     | 1959     | 1970     | 1979     | 1989     | 2001     | 2009     | 2010     |
| -------- | -------- | -------- | -------- | -------- | -------- | -------- | -------- | -------- |
| 45 032   | ↘19 200  | ↗93 414  | ↗102 495 | ↗124 438 | ↘111 143 | ↘108 571 | ↘105 850 | ↘105 648 |
| 2011     | 2012     | 2013     | 2014     | 2015     | 2016     | 2017     | 2018     | 2019     |
| ↘105 408 | ↘105 283 | ↘105 065 | ↘100 962 | ↗101 150 | ↘100 903 | ↘100 492 | ↗100 571 | ↘100 540 |
| 2020     | 2021     |          |          |          |          |          |          |          |
| ↘100 481 | ↗100 516 |          |          |          |          |          |          |          |

Примечание: до 2014 года — наличное население горсовета, на 2001 и 2014 год — постоянное население.
По итогам переписи населения в Крымском федеральном округе по состоянию на 14 октября 2014 года численность постоянного населения городского округа составила 100 962 человека (68,38 % из которых — городское, 31,62 % — сельское).
По состоянию на 1 января 2014 года численность населения Феодосии с подчинёнными горсовету населёнными пунктами составила 105166 постоянных жителей и 104895 человек наличного населения. По состоянию на 1 июля 2014 года — 105125 постоянных жителей и 104854 человек наличного населения.

### Национальный состав
По данным переписей населения 2001 и 2014 годов:
| национальность  | 2001, всего, чел. | % от все- го | 2014 всего, чел. | % от все- го | % от указав- ших |
| --------------- | ----------------- | ------------ | ---------------- | ------------ | ---------------- |
| указали         |                   |              | 97228            | 96,30 %      | 100,00 %         |
| русские         | 78536             | 72,19 %      | 77478            | 76,74 %      | 79,69 %          |
| украинцы        | 20416             | 18,77 %      | 11904            | 11,79 %      | 12,24 %          |
| крымские татары | 5055              | 4,65 %       | 2939             | 2,91 %       | 3,02 %           |
| татары          | 236               | 0,22 %       | 1265             | 1,25 %       | 1,30 %           |
| белорусы        | 1949              | 1,79 %       | 1146             | 1,14 %       | 1,18 %           |
| армяне          | 557               | 0,51 %       | 617              | 0,61 %       | 0,63 %           |
| греки           | 109               | 0,10 %       | 171              | 0,17 %       | 0,18 %           |
| евреи           | 223               | 0,20 %       | 160              | 0,16 %       | 0,16 %           |
| азербайджанцы   | 167               | 0,15 %       | 146              | 0,14 %       | 0,15 %           |
| молдаване       | 184               | 0,17 %       | 140              | 0,14 %       | 0,14 %           |
| поляки          | 148               | 0,14 %       | 107              | 0,11 %       | 0,11 %           |
| грузины         | 145               | 0,13 %       | 94               | 0,09 %       | 0,10 %           |
| болгары         |                   |              | 93               | 0,09 %       | 0,10 %           |
| немцы           | 117               | 0,11 %       | 91               | 0,09 %       | 0,09 %           |
| чуваши          |                   |              | 74               | 0,07 %       | 0,08 %           |
| караимы         |                   |              | 58               | 0,06 %       | 0,06 %           |
| узбеки          |                   |              | 52               | 0,05 %       | 0,05 %           |
| другие          | 946               | 0,87 %       | 693              | 0,69 %       | 0,71 %           |
| не указали      |                   |              | 3734             | 3,70 %       |                  |
| всего           | 108788            | 100,00 %     | 100962           | 100,00 %     |                  |

## Состав городского округа
В состав городского округа входят 18 населённых пунктов (из них: один город, пять посёлков городского типа, 12 сёл).
Территория городского округа обширна, ранее (в советский период и в период нахождения в составе независимой Украины) на этой территории функционировал Феодосийский городской совет, на управляемой им территории существовали 4 поселковых и 2 сельских совета; все эти органы местного самоуправления в процессе формирования городского округа были упразднены, однако в составе администрации городского округа были образованы муниципальные казённые учреждения (МКУ), которые воспроизводят территориальную структуру прежних органов местного самоуправления:
- МКУ «Береговая сельская администрация Администрации города Феодосии Республики Крым»
- МКУ «Коктебельская поселковая администрация Администрации города Феодосии Республики Крым»
- МКУ «Насыпновская сельская администрация Администрации города Феодосии Республики Крым»
- МКУ «Орджоникидзевская поселковая администрация Администрации города Феодосии Республики Крым»
- МКУ «Приморская поселковая администрация Администрации города Феодосии Республики Крым»
- МКУ «Щебетовская поселковая администрация Администрации города Феодосии Республики Крым»

### Населённые пункты
| №  | Населённый пункт | Историческое название | Тип   | Население | поселковая/ сельская администрация |
| -- | ---------------- | --------------------- | ----- | --------- | ---------------------------------- |
| 1  | Береговое        | Коран-Эли             | село  | ↘2377     | Береговая с/а                      |
| 2  | Ближнее          | Ближняя Бай-Буга      | село  | ↗2779     | Насыпновская с/а                   |
| 3  | Виноградное      | Курей-Баши            | село  | ↘223      | Насыпновская с/а                   |
| 4  | Коктебель        |                       | пгт   | ↗3301     | Коктебельская п/а                  |
| 5  | Краснокаменка    | Кызылташ              | село  | ↘1150     | Щебетовская п/а                    |
| 6  | Курортное        | Нижний Отуз           | пгт   | ↗327      | Щебетовская п/а                    |
| 7  | Наниково         | Барак-Коль            | село  | ↘438      | Коктебельская п/а                  |
| 8  | Насыпное         | Насипкой              | село  | ↘1581     | Насыпновская с/а                   |
| 9  | Орджоникидзе     |                       | пгт   | ↘2572     | Орджоникидзевская п/а              |
| 10 | Пионерское       | Герценберг            | село  | ↗78       | Насыпновская с/а                   |
| 11 | Подгорное        | Джанкой               | село  | ↘276      | Насыпновская с/а                   |
| 12 | Приморский       |                       | пгт   | ↗13 310   | Приморская п/а                     |
| 13 | Солнечное        |                       | село  | ↘885      | Насыпновская с/а                   |
| 14 | Степное          |                       | село  | ↗57       | Береговая с/а                      |
| 15 | Узловое          |                       | село  | ↘54       | Береговая с/а                      |
| 16 | Феодосия         |                       | город | ↘66 293   | —                                  |
| 17 | Щебетовка        | Отуз                  | пгт   | ↗3508     | Щебетовская п/а                    |
| 18 | Южное            | Султан-Сала           | село  | ↘318      | Насыпновская с/а                   |

## Местное самоуправление
Глава муниципального образования, председатель городского совета
- Мусаев Вячеслав Махмудович

Глава администрации города
- Ткаченко Игорь Николаевич

## Экономика
Городской округ Феодосии специализируется на виноградорстве и садоводстве, рекреационном хозяйстве, пищевой и лёгкой промышленности, табаководстве.
На территории расположены винсовхоз-заводы «Феодосийский» и «Коктебель», крупная птицефабрика (в Береговом), табачные плантации. Посёлки Приморский и Орджоникидзе связаны с феодосийским ВПК. В первом расположен судостроительный завод «Море» и испытательные части, во втором до недавнего времени располагался завод «Гидроприбор».

### Курортная сфера
Коктебель и Курортное активно развиваются как курорты, постоянно вводятся в эксплуатацию новые мини-гостиницы, расширяется коктебельская набережная, построены аквапарк и дельфинарий; Орджоникидзе, Береговое, Приморский также приобретают черты курортных посёлков.

## Транспорт

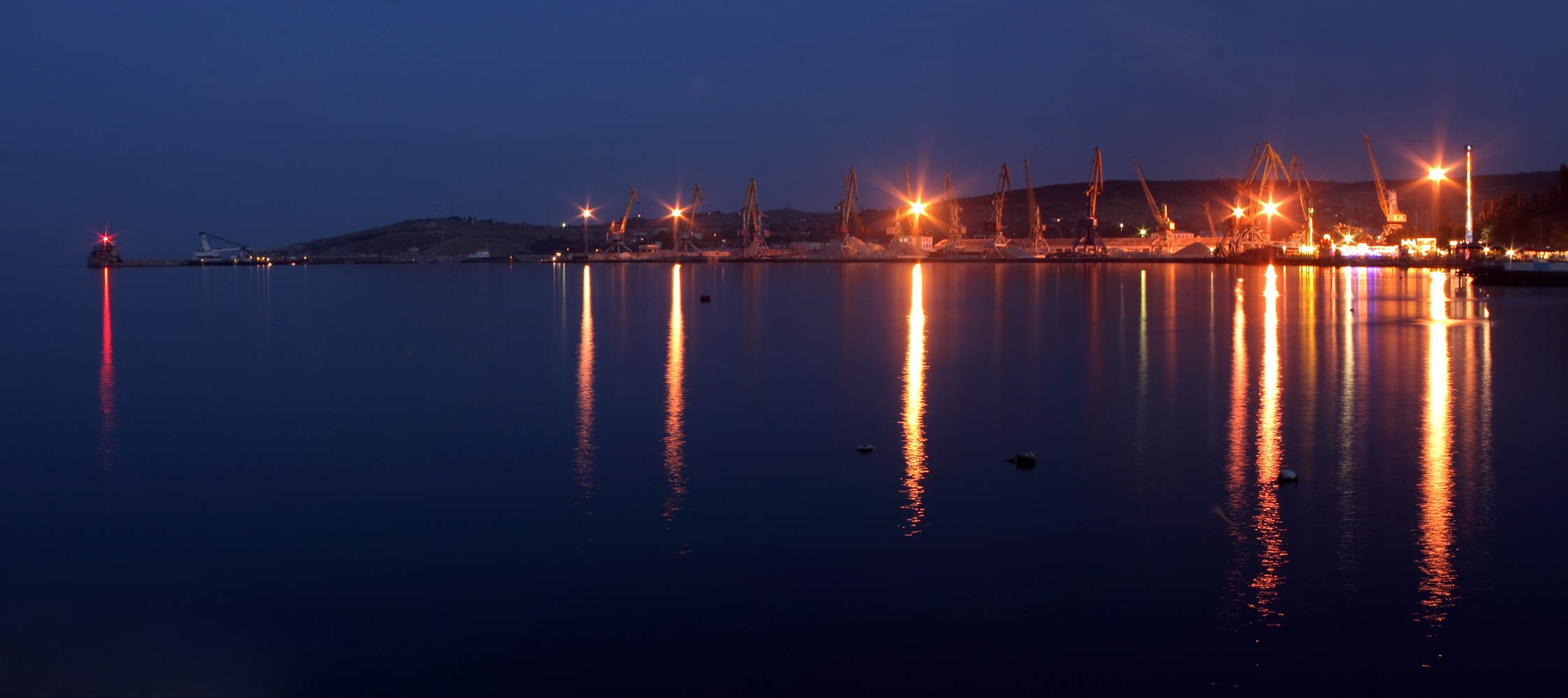
Феодосийский морской порт вечером

Транспортными осями территории городского округа Феодосии являются шоссе Керчь-Феодосия и Феодосия-Алушта. На Керченском шоссе расположены Приморский и Береговое, на трассе Феодосия-Судак-Алушта расположены Солнечное, Ближнее, Насыпное, Подгорное, Коктебель и Щебетовка. Орджоникидзе связан с Феодосией двумя дорогами новой Орджоникидзенской (через район Челнокова и перевал) и старой (через Насыпное, Подгорное, Южное). От Щебетовки к берегу моря отходит дорога на Курортное, поворот на Наниково расположен при въезде в Коктебель со стороны Феодосии, Степное находится на трассе Феодосия — Владиславовка — Джанкой, через Насыпное проходит шоссе на Симферополь.
Общественный транспорт см. в статье Феодосия
Железнодорожные станции есть только в Феодосии, одноколейная линия, идущая к от разъезда 107 км к Приморскому была разобрана; во времена её существования из Феодосии в Приморский ходил рабочий поезд. Воздушного сообщения горсовет не имеет, ближайший аэропорт — Симферополь, ранее в Феодосии была вертолётная площадка, на которой совершали посадку вертолёты местных линий. Пассажирское морское сообщение на относительно регулярной основе осуществляется между Коктебелем и Карадагской биостанцией. Из Курортного осуществляются частные рейсы в Лисью бухту, являющиеся скорее прогулочными ввиду пешей доступности бухты из Курортного.

## Культура и социальная сфера
Информацию о Феодосии см. в статье Феодосия

### Музеи
- Дом-музей Максимилиана Волошина
- Музей природы (Карадагская биостанция)
- Музей Марины и Анастасии Цветаевых
- Музей свободного полёта имени К.К Арцеулова

### Храмы, монастыри, мечети

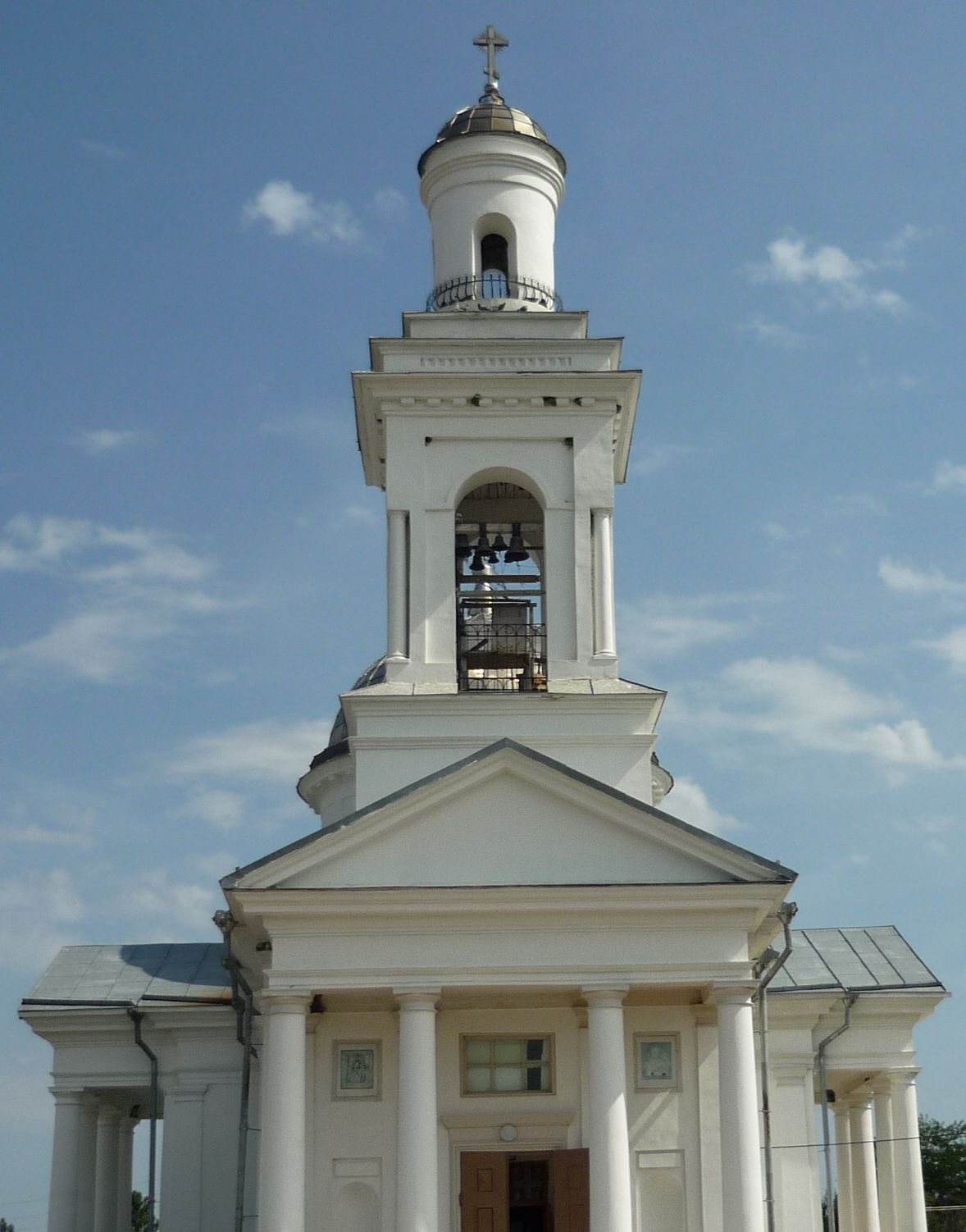
Церковь в Насыпном

- Церковь в честь иконы Пресвятой Богородицы «Всех скорбящих Радосте» (Насыпное)
- Церковь Святого Стефана Сурожского (Орджоникидзе) — фото
- Храм «Вознесение Господне» в Щебетовке[37] (строящийся)[8]
- Храм «Иконы Утоли моя печали» п. Коктебель[37]
- «Св. Николая чудотворца» п. Приморский[37]
- «Св. Стефана Сурожского» п. Орджоникидзе[37]
- Мечеть в Щебетовке — с одним из самых высоких в Крыму минаретов[8]
- Мечеть в селе Ближнем
- Кизилташский мужской монастырь

|                | Другие общины Феодосийского благочиния                                  |
| -------------- | ----------------------------------------------------------------------- |
| с. Береговое   | Община во имя «Святой Троицы»                                           |
| Ближние Камыши | Община во имя «Рождества Пресвятой Богородицы»                          |
| с. Виноградное | Община во имя «Святого Преподобного Амвросия Оптинского»                |
| с. Ближнее     | Община во имя «Преподобного Агапия Киево-Печерского», (временный храм). |
| с. Подгорное   | Община во имя «Св. великомученика Пателиимона».                         |
| с. Наниково    | Община во имя «Преподобного Иова Печерского».                           |

### Образование
В посёлках и сёлах городского округа Феодосии расположены 12 из 23 школ, подчинённых городскому отделу образования.
| №   | н/п           | адрес               |
| --- | ------------- | ------------------- |
| 8   | Береговое     | пер. Школьный, 1    |
| 12  | Бл. Камыши    | ул. Дружбы, 44      |
| 15  | Ближнее       | ул. Школьная, 30    |
| н/н | Коктебель     | Долинный пер., 21-а |
| 18  | Краснокаменка | ул. Крымская, 45    |
| н/н | Наниково      | ул. Партизанская, 4 |
| 16  | Насыпное      | ул. Октябрьская, 2  |
| 6   | Орджоникидзе  | ул. Ленина, 12      |
| 7   | Приморский    | ул. Керченская, 10  |
| 11  | Приморский    | ул. Гагарина, 11    |
| 20  | Приморский    | ул. Прорезная, 7    |
| н/н | Щебетовка     | Мира, 7             |

### Здравоохранение
В Приморском расположена городская поликлиника № 2. Центры скорой медицинской помощи расположены в Феодосии, Приморском, Орджоникидзе, Щебетовке. ЛОР-отделение городской больницы долгое время находилось в Орджоникидзе

### Спорт
Гора Клементьева (хребет Узун-Сырт) — родина отечественного дельтапланеризма, связана с именами Николая Андреевича Арендта, лётчика-испытателя Клементьева, разбившегося о её крутые склоны, и многими другими именами российской авиации.